# Clinocera coloradensis
Clinocera coloradensis är en tvåvingeart som beskrevs av Sinclair 2008. Clinocera coloradensis ingår i släktet Clinocera och familjen dansflugor.
Artens utbredningsområde är Colorado. Inga underarter finns listade i Catalogue of Life.